# Episodi di To Love-Ru
Questo è l'elenco degli episodi della serie televisiva anime To Love-Ru, in onda sulla TBS a partire dal 3 aprile 2008 ogni venerdì mattina alle 02:00 e prodotta dalla Xebec. Gli episodi sono una trasposizione delle storie presenti nel manga, da cui riprendeno anche la quasi totalità dei personaggi. L'ordine di comparsa è tuttavia diverso, così come i comportamenti in situazioni similiari tra anime e manga.

## Serie TV
| Nº | Titolo italiano (traduzione letterale) Giapponese 「Kanji」 - Rōmaji | In onda           | In onda |
| Nº | Titolo italiano (traduzione letterale) Giapponese 「Kanji」 - Rōmaji | Giapponese        |         |
| 1  | La ragazza che cadde dal cielo 「舞い降りた少女」 - Maiorita shōjo | 3 aprile 2008     |         |
| 1  | Dopo l'ennesimo tentativo fallito di dichiararsi ad Haruna Sairenji, Rito Yuuki, si ritrova stranamente una giovane ragazza in fuga dentro la vasca da bagno. Una volta in camera la giovane si presenta come Lala Satalin Deviluke, principessa di Deviluke in fuga poiché obbligata a scegliere marito. Sulle sue tracce ci sono degli uomini in nero inviati dal capitano Zastin, il miglior spadaccino del pianeta e consigliere del re. La loro caccia purtroppo non ha buon esito, in quanto Rito riesce a salvare la giovane Lala, che si innamora di lui credendo ricambiato questo sentimento. |                   |         |
| 2  | Fidanzamento annullato!? 「婚約解消!?」 - Konyaku kaishō!? | 10 aprile 2008    |         |
| 3  | Triangolo amoroso 「三角関係」 - Sankaku kankei | 17 aprile 2008    |         |
| 4  | Il grembiule d'amore dello spazio 「宇宙のLOVEエプロン」 - Uchū no LOVE eburon | 24 aprile 2008    |         |
| 5  | La sfida della regina 「くいーんの挑戦状」 - Queen no chōsenjō | 1º maggio 2008    |         |
| 6  | L'assassino alieno 「宇宙人の刺客」 - Uchūjin no shikaku | 8 maggio 2008     |         |
| 7  | Tutti gli uomini dovrebbero essere così! 「男とはかくあるべし！」 - Otoko to ha kaku arubeshi! | 15 maggio 2008    |         |
| 8  | L'intransigente membro del comitato disciplinare 「清廉潔白風紀委員」 - Seiren keppaku fūki īn | 22 maggio 2008    |         |
| 9  | L'amore racchiuso da una stella luminosa 「光星より愛を込めて」 - Hikari hoshi yori ai wo komete | 29 maggio 2008    |         |
| 10 | L'attrice dell'universo 「宇宙の女芸人」 - Uchuu no Onna Geinin | 5 giugno 2008     |         |
| 11 | Oscurità d'Oro 「金色の闇」 - Konjiki no yami | 12 giugno 2008    |         |
| 12 | Terribile! Il festival sportivo 「戦慄!体育祭」 - Senritsu! Taiikusai | 19 giugno 2008    |         |
| 13 | Il più forte dell'universo 「宇宙一の男」 - Uchūichi no otoko | 26 giugno 2008    |         |
| 14 | Un segreto solo nostro 「ふたりだけの秘密」 - Futari dake no himitsu | 3 luglio 2008     |         |
| 15 | La principessa della giungla 「密林のプリンセス」 - Mitsurin no princess | 10 luglio 2008    |         |
| 16 | Il momento dell'assalto alla confessione per Run 「ルンの突撃告白タイム」 - Run no totsugeki kokuhaku time | 17 luglio 2008    |         |
| 17 | Il fantasma del vecchio edificio scolastico 「旧校舎の幽霊」 - Kyūkōsha no yūrei | 24 luglio 2008    |         |
| 18 | Saruyama, il souvenir 「猿山がお土産」 - Saruyama ga omiyage | 31 luglio 2008    |         |
| 19 | La ragazza aliena seminuda alle infernali sorgenti termali dai sette colori 「地獄温泉女宇宙人七色ポロリ」 - Jigoku onsen onna uchūjin shichishoku Porori | 7 agosto 2008     |         |
| 20 | La ragazza della fiamma esplosiva magical Kyōko 「爆熱少女マジカルキョーコ炎（フレイム）」 - Bakunetsu shōjo majikaru Kyōko (Flame) | 14 agosto 2008    |         |
| 21 | Aria di guerra all'albergo Yūki 「結城亭血風録」 - Yūki chinchi kazeroku | 21 agosto 2008    |         |
| 22 | Terribile! Il festival culturale 「戦慄！ 文化祭」 - Senritsu! Bunkasai | 28 agosto 2008    |         |
| 23 | La storia dell'harem di Saruyama 「猿山の大奥物語」 - Saruyama no Ōoku monogatari | 4 settembre 2008  |         |
| 24 | Mentre sono timida 「はじらいながら」 - Hajirai nagara | 11 settembre 2008 |         |
| 25 | L'ultima notte della Terra 「地球最後の夜」 - Chikyū saigo no yoru | 18 settembre 2008 |         |
| 26 | Lala 「ララ」 - Rara | 25 settembre 2008 |         |

## OAV
Le sigle di apertura e di chiusura degli OAV sono Yattekoi! Daisuki (lett. "vieni a farlo! Ti amo") e Apple panic entrambe cantate da Haruka Tomatsu e Sayuri Yahagi, ovvero le doppiatrici di Lala e Haruna.
| Nº | Titolo italiano (traduzione letterale) Giapponese 「Kanji」 - Rōmaji | Prima edizione  | Prima edizione |
| Nº | Titolo italiano (traduzione letterale) Giapponese 「Kanji」 - Rōmaji | Giapponese      |                |
| 1  | Rito, diventa una donna 「リト、女になる」 - Rito, onna ni naru | 3 aprile 2009   |                |
| 1  | Quando Lala viene a sapere che a tutti gli uomini piacciono le tette decide di costruire un'invenzione per far crescere di diverse misure anche le sue così da far colpo su Rito. Tutto ad un tratto però Rito viene lanciato fuori dalla finestra dell'aula e cade proprio sull'invenzione di Lala trasformandolo in una donna. Tra mille incomprensioni e situazioni imbarazzanti come il tentativo di Mikan e Lala di farlo vestire da donna e il tentativo di rimorchiarlo da parte di Saruyama verrà inaspettatamente aiutato da Saki a cui si presenterà come Riko. Lala alla fine riuscirà a farlo tornare uomo proprio mentre stava facendo il bagno con Saki e le sue amiche. |                 |                |
| 2  | Rito e Mikan 「リトと美柑」 - Rito to Mikan | 4 giugno 2009   |                |
| 2  | Rito ormai trascorre quasi tutto il proprio tempo con Lala e non parla quasi mai con sua sorella Mikan che si sente sola e trascurata. L'ennesimo disastro combinato da Lala e Rito fa arrabbiare la ragazza che se ne va di casa. Rito e Lala corrono a cercarla ma vengono sfidati da Saki che scambia il nome di Mikan per una marca di arance. Intanto Mikan viene consolata da Haruna e Yami. Quando finalmente Rito la raggiunge, la invita a fare una passeggiata con lei e i due ripensano a tutti i momenti trascorsi insieme. Arrivati al parco Mikan rivela che i due non hanno legami di sangue e prende in giro il fratello sul fatto che si potrebbero anche sposare in futuro. Rito crede che la ragazza stia scherzando ma sottovoce lei si chiede se davvero dovesse succedere cosa accadrebbe. Lala nascosta nel cespuglio decide di ricreare la situazione in cui i ragazzi si erano trovati da piccoli creando una nevicata artificiale che ben presto però le sfugge di controllo. |                 |                |
| 3  | Benvenuti nel villaggio turistico del sud 「南の島<リゾート>へようこそ!!」 - Minami no resort e yōkoso!! | 4 agosto 2009   |                |
| 3  | Haruna vince ad un concorso a premi un viaggio per dieci ragazze in un villaggio turistico del sud. Risa così decide di autoinvitarsi assieme a Mio e portare con loro anche Yami, Run, Yui, la dottoressa Mikado, Lala, Mikan e Oshizu. Haruna vorrebbe che anche Rito andasse con loro ma il viaggio è per sole ragazze e lascia Maron alle cure del ragazzo. Le invenzioni di Lala però sono sparse ovunque ed inavvertitamente Rito ne calpesta una trasformandosi in una borsa a forma di Maron che le ragazze portano con loro. Giunti a destinazione la borsa si ritrasforma in Maron ma dentro di lui c'è la coscienza di Rito che viene coinvolto in situazioni molto piccanti da tutte le ragazze presenti. |                 |                |
| 4  | Trouble Quest 「とらぶるくえすと」 - Toraburu Kuesto | 4 novembre 2009 |                |
| 4  | Rito, Haruna, Mikan e Yui si ritrovano all'interno di un videogioco RPG gestito da due ragazze incappucciate. Se alle ragazze viene assegnato un ruolo normale a Rito, suo malgrado, tocca quello di fiorista. Come sempre Rito verrà coinvolto in situazioni piccanti con Yui che però, come Haruna, ha un debole per il ragazzo e cerca di aiutarlo appena può. Il nemico finale è Magical Kyoko che propone uno scambio a Rito: abbandonare Lala per far tornare tutti a casa sani e salvi. Magical Kyoko trasporta così tutti al castello dove chiede quali siano i sentimenti di Rito per Lala che ammette di provare un sentimento che potrebbe essere amore ma non ne è ancora sicuro. Così Magical Kyoko parte all'attacco e viene sconfitta prima da Rito e poi, causa un bug, dalle ragazze incappucciate che si rivelano essere le sorelline di Lala: Nana e Momo. |                 |                |
| 5  | Nana e Momo 「ナナとモモ」 - Nana to Momo | 4 febbraio 2010 |                |
| 5  | Le sorelline di Lala causano diversi problemi al gruppo di Rito durante la festa dei ciliegi in fiore. |                 |                |
| 6  | Spiffero / Metamorphose / Hand & Tail 「すきま風 / メタモルフォーゼ / ハンド&テール」 - Sukimagaze / Metamorufōze / Hand & Tail | 2 aprile 2010   |                |

## Motto To-LOVE-Ru
La serie Motto To-LOVE-Ru è cominciata il 5 ottobre 2010 e si è conclusa il 21 dicembre. Gli episodi, settimanali, venivano mandati in onda di martedì e di mercoledì. Ciascun episodio di Motto To-LOVE-Ru è una terna di capitoli del manga, trasposti in forma animata con grande fedeltà (ci sono molte meno modifiche rispetto alla prima serie). Gli episodi, tuttavia, e le stesse terne, non sono in ordine cronologico, bensì seguono un ordine casuale. La serie è terminata con il dodicesimo episodio, che propone gli ultimi quattro capitoli del manga (volume 18, cap. 159-162).
| Nº | Titolo italiano (traduzione letterale) Giapponese 「Kanji」 - Rōmaji | In onda          | In onda |
| Nº | Titolo italiano (traduzione letterale) Giapponese 「Kanji」 - Rōmaji | Giapponese       |         |
| 1  | Ancora una volta da qui, Guerra nei bagni pubblici, Tick tock tick tock il suono dell'amore♡ 「もう一度ここから, お風呂場戦争, チクタク チクタク 恋の音♡」 - Mō ichido koko kara, Ofurobasensō, Chikutaku chikutaku koi no oto♡                       | 5 ottobre 2010   |         |
| 2  | Proiettati nelle profondità dell’oscurità, Benvenuti in casa Yūki!, Fermarsi per la notte 「暗闇の中でうつるもの, ようこそ!結城家へ, お泊り会」 - Kurayami no naka de utsurumono, Youkoso! Yūki ken e, Otomari kai                                    | 12 ottobre 2010  |         |
| 3  | Speciale pozione d'amore♡, Quello che vedo attraverso le lenti è..., Tu, l'amorevole Cenerentola♡ 「特恋薬(トッコーヤク)♡, レンズ越しに見る君は..., 愛しの君はシンデレラ」 - Tokkō yaku♡, Renzu goshi ni miru kimi wa..., Aishi no kimi wa Shinderera | 19 ottobre 2010  |         |
| 4  | Yamiyami fashion, Wonderful love♡, Twins ☆ escape 「ヤミヤミファッション, ワンダフル・ラブ♡, ツインズ☆エスケイプ」 - Yami Yami fashion, Wandafuru・rabu♡, Tsuinzu☆Esukeipu                                                                            | 26 ottobre 2010  |         |
| 5  | Regina d’amore?!, Giochiamo♪, Il sapore del cioccolato è una dolce sensazione 「恋愛クイーン!?, お遊戯しましょ♪, 甘い気持ちはチョコの味」 - Renai kuīn!?, Oyuugi shimasho♪, Amai kimochi ha choko no aji                                              | 2 novembre 2010  |         |
| 6  | Beach Girls♡, Insegnante privato notturno, Maestra d’amore♡ 「ビーチ・ガールズ♡, 深夜の家庭教師, 恋愛マスター♡」 - Bīchi・gāruzu♡, Shinya no kateikyūshi, Renai masutā♡                                                                               | 9 novembre 2010  |         |
| 7  | La clinica dell’oscurità, Ostilità, Una strana Haruna-chan 「やみの診療所, 敵対心, おかしな春菜ちゃん」 - Yami no shinryōsho, Tekitaishin, Okashina Haruna-chan                                                                                       | 16 novembre 2010 |         |
| 8  | Ingrandiamole♪, Wonderful life, Trans delle sensazioni 「大きくなぁ~れ♪, ワンダフルライフ, 気分はトランス」 - Ōkiku Nāre♪, Wandafuru raifu, Kubun wa toransu                                                                                          | 23 novembre 2010 |         |
| 9  | Per chi suonano le campane, Problemi impazziti?, L'idol innamorata 「誰がためにベルは鳴る, 迷惑暴走?, 恋心アイドル」 - Ta ga tame ni beru ha naru, Meiwaku bōsō?, Koigokoro aidoru                                                                    | 30 novembre 2010 |         |
| 10 | Polline manipolatore di cuori, I sentimenti di una ragazza, Dokidoki ☆ mail 「花粉伝心, オンナノコノキモチ, ドキドキ☆メール」 - Kafun denshin, Onna no ko no kimochi, Dokidoki☆mail                                                                   | 7 dicembre 2010  |         |
| 11 | Problemi sul fronte "Sorella", Falso amore?, Predizione d'amore 「「妹」戦線異状アリ, 偽りの恋?, 恋愛予報」 - (Imōto) Sensen ijō ari, Itsuwari no Koi?, Ren'ai yohō                                                                                   | 14 dicembre 2010 |         |
| 12 | Vi amo♡ 1, Vi amo♡ 2, Vi amo♡ 3 「大スキ♡ 1, 大スキ♡ 2, 大スキ♡ 3」 - Daisuki♡ 1, Daisuki♡ 2, Daisuki♡ 3 | 21 dicembre 2010 |         |